# ييلنيكي (موردوفيجا)
ييلنيكي (بالروسية: Ельники) هي مدينة في جمهورية موردوفيا في روسيا.
يبلغ عدد سكانها حوالي 5385 نسمة.